# Satyre ocellé
Satyrodes eurydice
Espèce
Le Satyre ocellé (Satyrodes eurydice) est une espèce d'insectes lépidoptères appartenant à la famille des Nymphalidae, à la sous-famille des Satyrinae et au genre Satyrodes.

## Dénomination
Satyrodes eurydice a été nommé par Carl von Linné en 1763.
Synonymes : Papilio eurydice Linnaeus, 1763; Papilio canthus Linnaeus, 1767; Satyrodes boweri Chermock, 1947; Satyrodes rawsoni Field, 1926; Satyrodes canthus ; Dyar, 1903.

### Sous-espèces
Satyrodes eurydice fumosa (Leussler, 1916).
Cette sous-espèce a été considérée comme une espèce à part entière dans le passé.

### Nom vernaculaire
Le Satyre ocellé se nomme en anglais Eyed Brown ou Marsh Eyed Brown et la sous-espèce Satyrodes eurydice fumosa Smoky Eyed Brown,.

## Description
Le Satyre ocellé est un papillon de couleur marron jaune et de taille moyenne, d'une envergure variant de 38 à 62 mm. Il est orné sur les deux faces d'une ligne submarginale d'ocelles noirs cerclés de clair, quatre à l'aile antérieure, six à l'aile postérieure.
Sur le revers les ocelles sont pupillés de blanc,.

### Chenille
La chenille est de couleur verte, ornée d'une bande vert foncé sur le dos et de bandes vert clair et foncé sur les flancs.

## Biologie

### Période de vol et hivernation
Le Satyre ocellé hiverne à l'état de chenille au troisième ou quatrième stade.
Il vole en une génération de mi-juin à début septembre.

### Plantes hôtes
Les plantes hôtes des chenilles sont des Carex dont Carex atherodes, Carex bromoides, Carex lacustris, Carex lupulina,  Carex rostrata, Carex stricta et Carex trichocarpa,.

## Écologie et distribution
Il est présent en Amérique du Nord, dans tout le sud du Canada, en Nouvelle-Écosse, Québec, Ontario, Alberta, et Manitoba et dans le nord des USA depuis le Dakota du Nord, le Dakota du Sud et le Nebraska jusqu'à l'Ohio et la Pennsylvanie,,.

### Biotope
Il réside dans les habitats de Carex.

### Protection
La sous-espèce Satyrodes eurydice fumosa est protégée dans plusieurs des états où elle réside aux USA avec le Nature Conservancy Global Rank G3 alors que l'espèce nominale est classée G5,.